# Discographie d'Elton John
La discographie du musicien et auteur-compositeur britannique Elton John comprend notamment 31 albums studio, cinq albums en concert, 16 compilations, cinq EP et 140 singles.
En 1969, son premier album, Empty Sky, est publié. En 1970, Elton John sort son deuxième album éponyme, Elton John, qui contient son premier single à succès, Your Song, sa première chanson à atteindre le top 10 au Royaume-Uni et aux États-Unis.
Tout au long de sa carrière, Elton John a vendu plus de 300 millions de disques à travers le monde, ce qui fait de lui l'un des artistes ayant vendu le plus de disques de tous les temps,. L'album studio le plus vendu d'Elton John est Goodbye Yellow Brick Road, qui s'est écoulé à plus de 30 millions d'exemplaires dans le monde et se classe parmi les albums les plus vendus au monde,,. Selon la Recording Industry Association of America (RIAA), Elton John a vendu 80 millions d'albums aux États-Unis, ce qui fait de lui le sixième artiste masculin solo le plus vendu de l'histoire. En 2019, le magazine Billboard l'a classé comme le plus grand artiste solo de tous les temps. John a accumulé 9 singles numéro un au Billboard Hot 100 et 7 albums numéro 1 au Billboard 200. Elton John est également le meilleur artiste solo masculin du Hot 100 de tous les temps.

## Albums

### Albums studio
| Titre                                                                               | Détails                                                                                        | Meilleures positions | Meilleures positions | Meilleures positions | Meilleures positions | Meilleures positions | Meilleures positions | Meilleures positions | Meilleures positions | Meilleures positions | Meilleures positions | Certifications |
| Titre                                                                               | Détails                                                                                        | UK                   | AUS ,                | CAN                  | FRA                  | GER                  | NLD ,                | NOR                  | NZ                   | SUE ,                | US                   | Certifications |
| ----------------------------------------------------------------------------------- | ---------------------------------------------------------------------------------------------- | -------------------- | -------------------- | -------------------- | -------------------- | -------------------- | -------------------- | -------------------- | -------------------- | -------------------- | -------------------- | --- |
| Empty Sky                                                                           | - Sortie : 6 juin 1969 - Label : DJM - Supports : LP, cassette                                 | —                    | —                    | 30                   | —                    | —                    | 31                   | —                    | —                    | —                    | 6                    | |
| Elton John                                                                          | - Sortie : 10 avril 1970 - Label : DJM/Uni (US) - Supports : LP, cassette                      | 5                    | 2                    | 4                    | —                    | —                    | 2                    | —                    | —                    | —                    | 4                    | - RIAA : Or |
| Tumbleweed Connection                                                               | - Sortie : 30 octobre 1970 - Label : DJM/Uni (US) - Supports : LP, cassette                    | 2                    | 4                    | 4                    | —                    | —                    | 4                    | —                    | —                    | 14                   | 5                    | - RIAA : Platine |
| Madman Across the Water                                                             | - Sortie : 5 novembre 1971 - Label : DJM/Uni (US) - Supports : LP, cassette                    | 41                   | 8                    | 13                   | —                    | 32                   | —                    | —                    | —                    | 14                   | 8                    | - RIAA : 2 × Platine |
| Honky Château                                                                       | - Sortie : 19 mai 1972 - Label : DJM/Uni (US) - Supports : LP, cassette                        | 2                    | 4                    | 3                    | —                    | 43                   | 9                    | 8                    | —                    | 11                   | 1                    | - RIAA : Platine |
| Don't Shoot Me I'm Only the Piano Player                                            | - Sortie : 22 janvier 1973 - Label : DJM/MCA (US) - Supports : LP, cassette, reel tape         | 1                    | 1                    | 1                    | —                    | 16                   | 2                    | 1                    | —                    | 2                    | 1                    | - RIAA : 3 × Platine |
| Goodbye Yellow Brick Road                                                           | - Sortie : 5 octobre 1973 - Label : DJM/MCA (US) - Supports : LP, cassette, 8-Track, Reel Tape | 1                    | 1                    | 1                    | —                    | 41                   | 74                   | 5                    | 9                    | 2                    | 1                    | - BPI : 2 × Platine - ARIA : 3 × Platine - RIAA : 8 × Platine                                                              |
| Caribou                                                                             | - Sortie : 28 juin 1974 - Label : DJM/MCA (US) - Supports : LP, cassette                       | 1                    | 1                    | 1                    | —                    | 30                   | 40                   | 6                    | 20                   | 4                    | 1                    | - BPI : Or - RIAA : 2 × Platine                                                                                            |
| Captain Fantastic and the Brown Dirt Cowboy                                         | - Sortie : 19 mai 1975 - Label : DJM/MCA (US) - Supports : LP, cassette                        | 2                    | 1                    | 1                    | 1                    | 22                   | 14                   | 2                    | 1                    | 2                    | 1                    | - BPI : Or - RIAA : 3 × Platine                                                                                            |
| Rock of the Westies                                                                 | - Sortie : 24 octobre 1975 - Label : DJM/MCA (US) - Supports : LP, cassette                    | 5                    | 4                    | 1                    | 5                    | 33                   | 22                   | 6                    | 4                    | 6                    | 1                    | - BPI : Or - MC : Platine - RIAA : Platine                                                                                 |
| Blue Moves                                                                          | - Sortie : 22 octobre 1976 - Label : Rocket - Supports : LP, cassette                          | 3                    | 8                    | 5                    | 12                   | 39                   | 7                    | 5                    | 7                    | 12                   | 3                    | - ARIA : Platine - BPI : Or - MC : Or - RIAA : Platine                                                                     |
| A Single Man                                                                        | - Sortie : 16 octobre 1978 - Label : Rocket - Supports : LP, cassette                          | 8                    | 8                    | 12                   | 12                   | 17                   | 16                   | 4                    | 5                    | 26                   | 15                   | - BPI : Or - MC : Platine - RIAA : Platine                                                                                 |
| Victim of Love                                                                      | - Sortie : octobre 1979 - Label : Rocket - Supports : LP, cassette                             | 41                   | 20                   | 28                   | 21                   | —                    | —                    | 18                   | 44                   | —                    | 35                   | - ARIA : Or - MC : Or |
| 21 at 33                                                                            | - Sortie : 13 mai 1980 - Label : Rocket - Supports : LP, cassette                              | 12                   | 7                    | 10                   | 10                   | 21                   | 41                   | 6                    | 3                    | 16                   | 13                   | - ARIA : Platine - MC : Or - RIAA : Or                                                                                     |
| The Fox                                                                             | - Sortie : 20 mai 1981 - Label : Rocket - Supports : LP, cassette                              | 12                   | 2                    | 43                   | 5                    | 34                   | 20                   | 5                    | 6                    | 25                   | 21                   | - BPI : Argent |
| Jump Up!                                                                            | - Sortie : 9 avril 1982 - Label : Rocket - Supports : LP, cassette                             | 13                   | 3                    | 19                   | 12                   | 47                   | 26                   | 3                    | 1                    | 15                   | 17                   | - BPI : Argent - ARIA : Platine - RIAA : Or                                                                                |
| Too Low for Zero                                                                    | - Sortie : 30 mai 1983 - Label : Rocket - Supports : CD, LP, cassette                          | 7                    | 2                    | 17                   | 11                   | 5                    | 28                   | 6                    | 2                    | 30                   | 25                   | - BPI : Platine - ARIA : 5 × Platine - BVMI : Or - MC : Platine - RIAA : Platine                                           |
| Breaking Hearts                                                                     | - Sortie : 9 juillet 1984 - Label : Rocket - Supports : CD, LP, cassette                       | 2                    | 1                    | 10                   | —                    | 5                    | 41                   | 7                    | 2                    | 11                   | 20                   | - BPI : Or - RIAA : Platine                                                                                                |
| Ice on Fire                                                                         | - Sortie : 7 novembre 1985 - Label : Rocket - Supports : CD, LP, cassette                      | 3                    | 6                    | 49                   | 14                   | 5                    | 6                    | 2                    | 8                    | 16                   | 48                   | - BPI : Platine - BVMI : Or - IFPI SWE : Platine - IFPI SWI : 2 × Platine - RIAA : Or                                      |
| Leather Jackets                                                                     | - Sortie : 15 octobre 1986 - Label : Rocket - Supports : CD, LP, cassette                      | 24                   | 4                    | 38                   | —                    | 21                   | 34                   | 12                   | 34                   | 31                   | 91                   | - BPI : Or |
| Reg Strikes Back                                                                    | - Sortie : 24 juin 1988 - Label : Rocket - Supports : CD, LP, cassette                         | 18                   | 13                   | 6                    | 30                   | 18                   | 56                   | 8                    | 26                   | 18                   | 16                   | - BPI : Argent - ARIA : Or - MC : 2 × Platine - RIAA : Or                                                                  |
| Sleeping with the Past                                                              | - Sortie : 29 août 1989 - Label : Rocket - Supports : CD, LP, cassette                         | 1                    | 2                    | 23                   | 2                    | 9                    | 5                    | 7                    | 1                    | 23                   | 23                   | - BPI : 3 × Platine - ARIA : 3 × Platine - BVMI : Or - IFPI SWI : 2 × Platine - MC : 2 × Platine - RIAA : Platine          |
| The One                                                                             | - Sortie : 22 juin 1992 - Label : Rocket - Supports : CD, LP, cassette                         | 2                    | 2                    | 7                    | 1                    | 1                    | 14                   | 2                    | 7                    | 8                    | 8                    | - BPI : Or - ARIA : 2 × Platine - BVMI : Or - IFPI SWI : 2 × Platine - MC : 3 × Platine - RIAA : 2 × Platine               |
| Made in England                                                                     | - Sortie : 17 mars 1995 - Label : Rocket - Supports : CD, LP, cassette                         | 3                    | 6                    | 3                    | 2                    | 4                    | 11                   | 3                    | 10                   | 8                    | 13                   | - BPI : Or - BVMI : Or - IFPI SWE : Or - IFPI SWI : Platine - MC : 2 × Platine - RIAA : Platine                            |
| The Big Picture                                                                     | - Sortie : 22 septembre 1997 - Label : Rocket - Supports : CD, cassette                        | 3                    | 5                    | 14                   | 4                    | 8                    | 8                    | 2                    | 7                    | 2                    | 9                    | - BPI : Platine - ARIA : Platine - IFPI NOR : Platine - IFPI SWE : Or - IFPI SWI : Platine - MC : Platine - RIAA : Platine |
| Songs from the West Coast                                                           | - Sortie : 1er octobre 2001 - Label : Rocket/Mercury - Supports : CD, cassette                 | 2                    | 7                    | 9                    | 19                   | 14                   | 13                   | 2                    | 24                   | 8                    | 15                   | - BPI : 2 × Platine - ARIA : Or - IFPI NOR : Or - IFPI SWE : Or - IFPI SWI : Or - MC : Or - RIAA : Or                      |
| Peachtree Road                                                                      | - Sortie : 9 novembre 2004 - Label : Rocket/Universal - Supports : CD, LP                      | 21                   | 44                   | 11                   | 63                   | 31                   | 97                   | 16                   | 34                   | 38                   | 17                   | - BPI : Or - IFPI SWI : Or - RIAA : Or                                                                                     |
| The Captain & the Kid                                                               | - Sortie : 18 septembre 2006 - Label : Mercury/Interscope - Supports : CD, LP                  | 6                    | 37                   | 12                   | 56                   | 25                   | 43                   | 10                   | —                    | 27                   | 18                   | - BPI : Argent |
| The Diving Board                                                                    | - Sortie : 13 September 2013 - Label : Mercury/Capitol - Supports : CD, LP, téléchargement     | 3                    | 26                   | 7                    | 24                   | 11                   | 22                   | 10                   | 20                   | 42                   | 4                    | - BPI : Argent |
| Wonderful Crazy Night                                                               | - Sortie : 5 février 2016 - Label : Virgin EMI - Supports : CD, LP, téléchargement             | 6                    | 11                   | 18                   | 35                   | 10                   | 43                   | 17                   | 11                   | 15                   | 8                    | |
| Regimental Sgt. Zippo                                                               | - Sortie : 12 juin 2021 - Label : Island/Mercury - Supports : LP, CD                           | —                    | —                    | —                    | —                    | —                    | —                    | —                    | —                    | —                    | 197                  | |
| « — » indique que l'album n'est pas sorti ou n'est pas classé dans le pays indiqué. |                                                                                                |                      |                      |                      |                      |                      |                      |                      |                      |                      |                      | |

### Albumslive
| Titre                                                                               | Détails                                                                  | Meilleures positions | Meilleures positions | Meilleures positions | Meilleures positions | Meilleures positions | Meilleures positions | Meilleures positions | Meilleures positions | Meilleures positions | Meilleures positions | Certifications                                                    |
| Titre                                                                               | Détails                                                                  | UK                   | AUS ,                | CAN ,                | FRA                  | GER                  | NLD                  | NOR                  | NZ                   | SUE                  | US                   | Certifications                                                    |
| ----------------------------------------------------------------------------------- | ------------------------------------------------------------------------ | -------------------- | -------------------- | -------------------- | -------------------- | -------------------- | -------------------- | -------------------- | -------------------- | -------------------- | -------------------- | ----------------------------------------------------------------- |
| 17-11-70                                                                            | - Sortie : 9 avril 1971 - Label : DJM - Supports : LP                    | 20                   | 20                   | 10                   | —                    | —                    | 32                   | —                    | —                    | —                    | 11                   |                                                                   |
| Here and There                                                                      | - Sortie : 30 avril 1976 - Label : DJM - Supports : LP, cassette         | 6                    | 11                   | 13                   | —                    | —                    | —                    | 19                   | 3                    | 30                   | 4                    | - BPI : Argent - MC : Or - RIAA : Platine                         |
| Live in Australia (avec l'orchestre symphonique de Melbourne)                       | - Sortie : 13 juin 1987 - Label : Rocket - Supports : CD, LP, cassette   | 43                   | 5                    | 43                   | —                    | —                    | 43                   | —                    | 11                   | —                    | 24                   | - ARIA : Platine - MC: 2× Platinum - RIAA : Platine               |
| One Night Only: The Greatest Hits                                                   | - Sortie : 13 novembre 2000 - Label : Mercury - Supports : CD, cassette  | 7                    | 32                   | —                    | —                    | 21                   | 50                   | 14                   | 10                   | 16                   | 65                   | - BPI : Platine - ARIA : Or - IFPI SWI : Or - MC : Or - RIAA : Or |
| Live from Moscow 1979 (avec Ray Cooper)                                             | - Sortie : 24 janvier 2020 - Label : Universal Music - Supports : CD, LP | —                    | —                    | —                    | 166                  | —                    | —                    | —                    | —                    | —                    | —                    |                                                                   |
| « — » indique que l'album n'est pas sorti ou n'est pas classé dans le pays indiqué. |                                                                          |                      |                      |                      |                      |                      |                      |                      |                      |                      |                      |                                                                   |

### Collaborations
| Titre                                                                               | Détails | Meilleures positions | Meilleures positions | Meilleures positions | Meilleures positions | Meilleures positions | Meilleures positions | Meilleures positions | Meilleures positions | Meilleures positions | Meilleures positions | Certifications |
| Titre                                                                               | Détails | UK                   | AUS                  | AUT                  | CAN ,                | FRA                  | GER                  | NOR                  | NZ                   | SUE                  | US                   | Certifications |
| ----------------------------------------------------------------------------------- | --- | -------------------- | -------------------- | -------------------- | -------------------- | -------------------- | -------------------- | -------------------- | -------------------- | -------------------- | -------------------- | --- |
| Duets                                                                               | - Sortie : 22 novembre 1993 - Label : Rocket - Supports : CD, LP, cassette                                             | 5                    | 12                   | 1                    | 14                   | —                    | 10                   | 3                    | 16                   | 20                   | 25                   | - BPI : Platine - ARIA : Or - IFPI AUT : Platine - IFPI NOR : Platine - IFPI SWI : Platine - MC : Platine - RIAA : Platine |
| The Union (with Leon Russell)                                                       | - Sortie : 19 octobre 2010 - Label : Mercury/Decca - Supports : CD, LP, téléchargement                                 | 12                   | 28                   | 28                   | 7                    | 51                   | 23                   | 5                    | 24                   | 24                   | 3                    | - BPI : Argent - MC : Or                                                                                                   |
| Good Morning to the Night (en) (vs Pnau)                                            | - Sortie : 16 juillet 2012 - Label : Mercury - Supports : CD, LP                                                       | 1                    | 40                   | —                    | —                    | —                    | —                    | —                    | —                    | —                    | —                    | |
| The Lockdown Sessions                                                               | - Sortie : 22 octobre 2021 - Label : EMI, Mercury, Interscope - Supports : CD, cassette, téléchargement, LP, streaming | 1                    | 2                    | 6                    | 5                    | 8                    | 5                    | 14                   | 4                    | 41                   | 10                   | - BPI : Or |
| « — » indique que l'album n'est pas sorti ou n'est pas classé dans le pays indiqué. | |                      |                      |                      |                      |                      |                      |                      |                      |                      |                      | |

### Albums de Noël
- 1990 : Elton John's Christmas E.P.
- 2005 : Elton John's Christmas Party

### Bandes sonores
- 1971 : Friends
- 1994 : The Lion King
- 1999 : Elton John and Tim Rice's Aida
- 1999 : The Muse
- 2000 : The Road to El Dorado
- 2006 : Billy Elliot the Musical
- 2011 : Gnomeo & Juliet
- 2019 : Rocketman: Music from The Motion Picture - Contient un inédit interprété par Elton John, (I'm Gonna) Love Me Again avec Taron Egerton
- 2019 : The Lion King: Original Motion Picture Soundtrack - Contient un inédit inteprété par Elton John, Never Too Late

### Compilations
- 1974 : Greatest Hits
- 1977 : Elton John's Greatest Hits Volume II
- 1980 : The Complete Picture – Milestones
- 1980 : Lady Samantha
- 1980 : The Very Best of Elton John
- 1982 : Love Songs
- 1983 : The Superior Sound of Elton John (1970–1975)
- 1985 : Your Songs
- 1987 : Elton John's Greatest Hits Volume III
- 1987 : The Collection
- 1990 : The Very Best of Elton John
- 1990 : To Be Continued... - Coffret 4 CD
- 1991 : Love Songs
- 1992 : Song Book
- 1992 : Rare Masters
- 1992 : Greatest Hits 1976–1986
- 1994 : Chartbusters Go Pop
- 1995 : Love Songs Vol II
- 2002 : Greatest Hits 1970–2002 - Album Double
- 2007 : Rocket Man: The Definitive Hits - CD/DVD
- 2017 : Diamonds
- 2020 : Elton: Jewel Box - Boitier 8 CD

## EP
| Titre                                                                            | Détails                                                       | Meilleures positions |
| Titre                                                                            | Détails                                                       | US                   |
| -------------------------------------------------------------------------------- | ------------------------------------------------------------- | -------------------- |
| I've Been Loving You                                                             | - Sortie : 1968 - Label : Philips                             | —                    |
| I Feel Like a Bullet (In the Gun of Robert Ford)                                 | - Sortie : 1976 (Brésil) - Label : Young                      | —                    |
| The Thom Bell Sessions                                                           | - Sortie : juin 1979 (enregistré en 1977) - Label : Rocket    | 51                   |
| The Complete Thom Bell Sessions                                                  | - Sortie : février 1989 (enregistré en 1977) - Label : Rocket | —                    |
| Remixed                                                                          | - Sortie : 30 décembre 2003 - Label : Rocket                  | —                    |
| « — » indique que l'EP n'est pas sorti ou n'est pas classé dans le pays indiqué. |                                                               |                      |

## Singles

### Années 1960
| Date | Titre                 | Album             |
| ---- | --------------------- | ----------------- |
| 1968 | I've Been Loving You  | Single uniquement |
| 1969 | Lady Samantha         | Single uniquement |
| 1969 | It's Me That You Need | Single uniquement |

### Années 1970
| 1970                                                                                  | Border Song                                                                   | —  | —  | —  | 34 | —  | —  | 25 | —  | —  | 92  |                                                                  | Elton John                                   |
| 1970                                                                                  | Rock n' Roll Madonna                                                          | —  | —  | —  | —  | —  | —  | —  | —  | —  | —   |                                                                  | Single uniquement                            |
| 1970                                                                                  | From Denver to L.A.                                                           | —  | —  | —  | —  | —  | —  | —  | —  | —  | —   |                                                                  | Bande originale du film Le Défi              |
| 1970                                                                                  | Country Comfort                                                               | —  | —  | —  | —  | —  | —  | —  | 15 | —  | —   |                                                                  | Tumbleweed Connection                        |
| 1970                                                                                  | Your Song                                                                     | 7  | 11 | 16 | 3  | —  | 13 | 10 | 18 | —  | 8   | - BPI : 3 × Platine - BVMI : Or - RIAA : 2 × Platine - RIAJ : Or | Elton John                                   |
| 1971                                                                                  | Friends                                                                       | —  | 96 | —  | 13 | —  | —  | —  | 19 | —  | 34  |                                                                  | Bande originale de Deux Enfants qui s'aiment |
| 1971                                                                                  | Levon                                                                         | —  | 94 | —  | 6  | —  | —  | —  | —  | —  | 24  | - RIAA : Or                                                      | Madman Across The Water                      |
| 1972                                                                                  | Tiny Dancer                                                                   | 70 | 13 | —  | 19 | —  | —  | —  | —  | —  | 41  | - BPI : 2 × Platine - ARIA : 7 × Platine - RIAA : 3 × Platine    | Madman Across The Water                      |
| 1972                                                                                  | Rocket Man                                                                    | 2  | 13 | —  | 8  | 18 | 6  | —  | 11 | —  | 6   | - BPI : 2 × Platine - BVMI : Or - RIAA : 3 × Platine             | Honky Château                                |
| 1972                                                                                  | Honky Cat                                                                     | 31 | 78 | —  | 10 | 41 | —  | —  | 4  | —  | 8   |                                                                  | Honky Château                                |
| 1972                                                                                  | Crocodile Rock                                                                | 5  | 2  | 3  | 1  | 3  | 10 | 11 | 1  | 1  | 1   | - BPI : Platine - RIAA : Platine                                 | Don't Shoot Me I'm Only the Piano Player     |
| 1973                                                                                  | Daniel                                                                        | 4  | 7  | 11 | 1  | 27 | 4  | 15 | 2  | 5  | 2   | - BPI : Argent - RIAA : Platine                                  | Don't Shoot Me I'm Only the Piano Player     |
| 1973                                                                                  | Saturday Night's Alright for Fighting                                         | 7  | 31 | —  | 12 | 44 | 13 | —  | 20 | —  | 12  | - BPI : Or - RIAA : Or                                           | Goodbye Yellow Brick Road                    |
| 1973                                                                                  | Goodbye Yellow Brick Road                                                     | 6  | 4  | —  | 1  | 49 | 4  | 23 | 1  | —  | 2   | - BPI : Platine - RIAA : 2 × Platine                             | Goodbye Yellow Brick Road                    |
| 1973                                                                                  | Step into Christmas                                                           | 8  | 31 | —  | —  | 69 | 20 | 61 | 38 | 42 | —   | - BPI : 3 × Platine - ARIA : Platine - RIAA : Or                 | Single uniquement                            |
| 1974                                                                                  | Bennie and the Jets / Harmony                                                 | 37 | 5  | —  | 1  | —  | 18 | —  | 13 | —  | 1   | - BPI : Or - RIAA: 2 × Platine                                   | Goodbye Yellow Brick Road                    |
| 1974                                                                                  | Candle in the Wind                                                            | 11 | 5  | —  | —  | —  | 8  | —  | 5  | —  | —   | - BPI : Or                                                       | Goodbye Yellow Brick Road                    |
| 1974                                                                                  | Don't Let the Sun Go Down on Me                                               | 16 | 13 | —  | 1  | —  | 17 | 30 | 5  | —  | 2   | - RIAA : Or                                                      | Caribou                                      |
| 1974                                                                                  | The Bitch Is Back                                                             | 15 | 53 | —  | 1  | —  | —  | —  | 9  | —  | 4   | - RIAA : Or                                                      | Caribou                                      |
| 1974                                                                                  | Lucy in the Sky with Diamonds (avec John Lennon)                              | 10 | 3  | —  | 1  | 31 | —  | —  | 2  | —  | 1   | - RIAA : Or                                                      | Elton John's Greatest Hits Volume II         |
| 1975                                                                                  | Philadelphia Freedom                                                          | 12 | 4  | —  | 1  | 50 | —  | —  | 2  | —  | 1   | - RIAA : Platine                                                 | Elton John's Greatest Hits Volume II         |
| 1975                                                                                  | Someone Saved My Life Tonight                                                 | 22 | 54 | —  | 2  | —  | —  | —  | 13 | —  | 4   | - RIAA : Or                                                      | Captain Fantastic and the Brown Dirt Cowboy  |
| 1975                                                                                  | Island Girl                                                                   | 14 | 12 | —  | 4  | 42 | —  | —  | 4  | —  | 1   | - MC : Or - RIAA : Platine                                       | Rock of the Westies                          |
| 1976                                                                                  | Grow Some Funk of Your Own / I Feel Like a Bullet (In the Gun of Robert Ford) | 56 | —  | —  | 8  | —  | —  | —  | 39 | —  | 14  |                                                                  | Rock of the Westies                          |
| 1976                                                                                  | Pinball Wizard                                                                | 7  | 88 | —  | —  | —  | 13 | —  | —  | —  | —   |                                                                  | Bande originale de Tommy                     |
| 1976                                                                                  | Love Song (avec Lesley Duncan)                                                | —  | —  | —  | 85 | —  | —  | —  | —  | —  | —   |                                                                  | Here and There                               |
| 1976                                                                                  | Don't Go Breaking My Heart (avec Kiki Dee)                                    | 1  | 1  | 3  | 1  | 5  | 1  | 3  | 1  | 4  | 1   | - BPI : Platine - ARIA : Or - MC : Platine - RIAA : Platine      | Elton John's Greatest Hits Volume II         |
| 1976                                                                                  | Sorry Seems to Be the Hardest Word                                            | 11 | 19 | —  | 3  | —  | 3  | 14 | 7  | —  | 6   | - MC : Or - RIAA : Or                                            | Blue Moves                                   |
| 1977                                                                                  | Crazy Water                                                                   | 27 | —  | —  | —  | —  | —  | —  | —  | —  | —   |                                                                  | Blue Moves                                   |
| 1977                                                                                  | Bite Your Lip (Get Up and Dance!)                                             | 28 | 72 | —  | 51 | —  | —  | —  | —  | —  | 28  |                                                                  | Blue Moves                                   |
| 1977                                                                                  | The Goaldiggers Song                                                          | —  | —  | —  | —  | —  | —  | —  | —  | —  | —   |                                                                  | Single uniquement                            |
| 1978                                                                                  | Ego                                                                           | 34 | 40 | —  | 21 | —  | —  | —  | —  | —  | 34  |                                                                  | Single uniquement                            |
| 1978                                                                                  | Part-Time Love                                                                | 15 | 12 | —  | 13 | —  | 11 | —  | 14 | —  | 22  | - BPI : Argent                                                   | A Single Man                                 |
| 1978                                                                                  | Song for Guy                                                                  | 4  | 14 | 9  | —  | 22 | 7  | 11 | 7  | —  | 110 | - BPI : Argent                                                   | A Single Man                                 |
| 1979                                                                                  | Return to Paradise                                                            | —  | —  | —  | —  | —  | —  | 49 | —  | —  | —   |                                                                  | A Single Man                                 |
| 1979                                                                                  | Are You Ready for Love                                                        | 42 | 63 | —  | —  | 75 | 17 | —  | —  | —  | —   |                                                                  | The Complete Thom Bell Sessions              |
| 1979                                                                                  | Mama Can't Buy You Love                                                       | —  | 82 | —  | 10 | —  | —  | —  | 20 | —  | 9   | - RIAA : Or                                                      | The Complete Thom Bell Sessions              |
| 1979                                                                                  | Victim of Love                                                                | —  | 38 | —  | 46 | —  | —  | —  | —  | —  | 31  |                                                                  | Victim of Love                               |
| 1979                                                                                  | Johnny B. Goode                                                               | —  | —  | —  | —  | —  | —  | —  | —  | —  | —   |                                                                  | Victim of Love                               |
| « — » indique que le single n'est pas sorti ou n'est pas classé dans le pays indiqué. |                                                                               |    |    |    |    |    |    |    |    |    |     |                                                                  |                                              |

### Années 1980
| 1980                                                                                  | Little Jeannie                                                                    | 33 | 9   | 20 | 1  | 23 | 16 | —  | 5  | 4  | 3  | - MC : Or - RIAA : Or                                                                          | 21 at 33               |
| 1980                                                                                  | Sartorial Eloquence (Don't Ya Wanna Play This Game No More?)                      | 44 | 91  | —  | 57 | —  | —  | —  | —  | —  | 39 |                                                                                                | 21 at 33               |
| 1980                                                                                  | Dear God                                                                          | —  | 82  | —  | —  | —  | —  | —  | —  | —  | —  |                                                                                                | 21 at 33               |
| 1981                                                                                  | Les Aveux / Donner pour donner (avec France Gall)                                 | —  | —   | 37 | —  | —  | —  | 46 | —  | —  | —  |                                                                                                | Single uniquement      |
| 1981                                                                                  | I Saw Her Standing There (live) (avec John Lennon)                                | 40 | 81  | —  | —  | —  | 13 | —  | —  | —  | —  |                                                                                                | Single uniquement      |
| 1981                                                                                  | Nobody Wins                                                                       | 42 | 46  | —  | 23 | 43 | —  | 36 | 19 | —  | 21 |                                                                                                | The Fox                |
| 1981                                                                                  | Just Like Belgium                                                                 | —  | —   | —  | —  | —  | —  | —  | —  | —  | —  |                                                                                                | The Fox                |
| 1981                                                                                  | Chloe                                                                             | —  | —   | —  | 34 | —  | —  | —  | —  | —  | 34 |                                                                                                | The Fox                |
| 1981                                                                                  | Loving You Is Sweeter Than Ever (avec Kiki Dee)                                   | —  | —   | —  | —  | —  | —  | —  | —  | —  | —  |                                                                                                | Perfect Timing         |
| 1982                                                                                  | Blue Eyes                                                                         | 8  | 4   | 8  | 5  | 51 | 8  | 19 | 11 | 9  | 12 |                                                                                                | Jump Up!               |
| 1982                                                                                  | Empty Garden (Hey Hey Johnny)                                                     | 51 | 63  | —  | 8  | —  | 29 | —  | 14 | —  | 13 |                                                                                                | Jump Up!               |
| 1982                                                                                  | Princess                                                                          | —  | —   | —  | —  | —  | —  | —  | —  | —  | —  |                                                                                                | Jump Up!               |
| 1982                                                                                  | Ball and Chain                                                                    | —  | —   | —  | —  | —  | —  | —  | —  | —  | —  |                                                                                                | Jump Up!               |
| 1982                                                                                  | All Quiet on the Western Front                                                    | —  | —   | —  | —  | —  | —  | —  | —  | —  | —  |                                                                                                | Jump Up!               |
| 1983                                                                                  | I Guess That's Why They Call It the Blues                                         | 5  | 4   | 14 | 9  | 22 | 5  | 48 | 12 | 12 | 4  | - BPI : Or - RIAA : Platine                                                                    | Too Low for Zero       |
| 1983                                                                                  | I'm Still Standing                                                                | 4  | 3   | 11 | 1  | 10 | 2  | 16 | 30 | 1  | 12 | - BPI : 3 × Platine - ARIA : 2 × Platine - BVMI : Or - RIAA : Or                               | Too Low for Zero       |
| 1983                                                                                  | Kiss the Bride                                                                    | 20 | 25  | —  | 37 | 58 | 17 | —  | 32 | —  | 25 |                                                                                                | Too Low for Zero       |
| 1983                                                                                  | Cold as Christmas (In the Middle of the Year) / Crystal                           | 33 | 12  | —  | —  | —  | 16 | —  | —  | —  | —  |                                                                                                | Too Low for Zero       |
| 1984                                                                                  | Too Low for Zero                                                                  | —  | 52  | —  | —  | —  | —  | —  | —  | —  | —  |                                                                                                | Too Low for Zero       |
| 1984                                                                                  | Sad Songs (Say So Much)                                                           | 7  | 4   | 26 | 4  | 18 | 2  | —  | 8  | 3  | 5  |                                                                                                | Breaking Hearts        |
| 1984                                                                                  | Passengers                                                                        | 5  | 9   | —  | —  | —  | 9  | —  | 38 | 27 | —  | - BPI : Argent                                                                                 | Breaking Hearts        |
| 1984                                                                                  | Who Wears These Shoes?                                                            | 50 | 76  | —  | 36 | —  | 11 | —  | 39 | —  | 16 |                                                                                                | Breaking Hearts        |
| 1984                                                                                  | In Neon                                                                           | —  | —   | —  | 92 | —  | —  | —  | 12 | —  | 38 |                                                                                                | Breaking Hearts        |
| 1985                                                                                  | Breaking Hearts (Ain't What It Used to Be)                                        | 59 | —   | —  | —  | —  | —  | —  | —  | —  | —  |                                                                                                | Breaking Hearts        |
| 1985                                                                                  | Act of War (avec Millie Jackson)                                                  | 32 | 50  | —  | 94 | 39 | 11 | —  | —  | —  | —  |                                                                                                | single uniquement      |
| 1985                                                                                  | That's What Friends Are For (avec Dionne Warwick, Gladys Knight et Stevie Wonder) | 16 | 1   | 10 | 1  | 36 | 7  | 13 | 3  | 11 | 1  | - MC : Platine - RIAA : Or                                                                     | Friends                |
| 1985                                                                                  | Nikita                                                                            | 3  | 3   | 1  | 2  | 1  | 1  | 1  | 1  | 1  | 7  | - BPI : Argent - BEA : Or - IFPI AUT : Or - IFPI SWI : Or - NVPI : 2 × Platine - SNEP : Argent | Ice on Fire            |
| 1985                                                                                  | Wrap Her Up (avec George Michael)                                                 | 12 | 22  | —  | 26 | 54 | 12 | —  | 33 | —  | 20 |                                                                                                | Ice on Fire            |
| 1986                                                                                  | Cry to Heaven                                                                     | 47 | 86  | 13 | —  | —  | 22 | 13 | —  | —  | —  |                                                                                                | Ice on Fire            |
| 1986                                                                                  | Heartache All Over the World                                                      | 45 | 7   | 26 | 58 | —  | 24 | —  | 22 | —  | 55 |                                                                                                | Leather Jackets        |
| 1986                                                                                  | Slow Rivers (avec Cliff Richard)                                                  | 44 | 82  | 24 | —  | —  | 25 | —  | —  | —  | —  |                                                                                                | Leather Jackets        |
| 1987                                                                                  | Flames of Paradise (avec Jennifer Rush)                                           | 59 | 31  | —  | 17 | 8  | —  | —  | —  | —  | 36 |                                                                                                | Heart over Mind        |
| 1987                                                                                  | Your Song (live) (avec l'orchestre symphonique de Melbourne)                      | —  | 100 | —  | —  | —  | —  | —  | —  | —  | —  |                                                                                                | Live in Australia      |
| 1987                                                                                  | Candle in the Wind (live) (avec l'orchestre symphonique de Melbourne)             | 5  | 92  | —  | 5  | 55 | 4  | —  | —  | —  | 6  |                                                                                                | Live in Australia      |
| 1988                                                                                  | Take Me to the Pilot (live) (avec l'orchestre symphonique de Melbourne)           | —  | —   | —  | —  | —  | —  | —  | —  | —  | —  |                                                                                                | Live in Australia      |
| 1988                                                                                  | I Don't Wanna Go On with You Like That                                            | 30 | 24  | —  | 1  | 22 | 25 | —  | 21 | 10 | 2  |                                                                                                | Reg Strikes Back       |
| 1988                                                                                  | Town of Plenty                                                                    | 74 | —   | —  | —  | —  | —  | —  | —  | —  | —  |                                                                                                | Reg Strikes Back       |
| 1988                                                                                  | A Word in Spanish                                                                 | 91 | —   | —  | 10 | 43 | —  | —  | —  | 27 | 19 |                                                                                                | Reg Strikes Back       |
| 1988                                                                                  | Mona Lisas and Mad Hatters (Part Two)                                             | —  | —   | —  | —  | —  | —  | —  | —  | —  | —  |                                                                                                | Reg Strikes Back       |
| 1989                                                                                  | Through the Storm (avec Aretha Franklin)                                          | 41 | 60  | —  | 16 | 56 | —  | —  | —  | —  | 16 |                                                                                                | Through the Storm      |
| 1989                                                                                  | Healing Hands                                                                     | 45 | 14  | 2  | 8  | 39 | —  | 60 | —  | 13 | 13 |                                                                                                | Sleeping with the Past |
| 1989                                                                                  | Sacrifice                                                                         | 55 | 7   | 2  | 19 | 36 | 2  | 3  | 19 | 23 | 18 | - ARIA : Or                                                                                    | Sleeping with the Past |
| « — » indique que le single n'est pas sorti ou n'est pas classé dans le pays indiqué. |                                                                                   |    |     |    |    |    |    |    |    |    |    |                                                                                                |                        |

### Années 1990
| 1990                                                                                  | Sacrifice / Healing Hands                                          | 1  | -  | -  | -  | -  | -  | -  | -  | -  | -  | - BPI : Platine | Sleeping with the Past              |
| 1990                                                                                  | Club at the End of the Street                                      | 47 | 19 | 24 | 12 | 45 | 27 | 28 | 16 | —  | 28 | | Sleeping with the Past              |
| 1990                                                                                  | You Gotta Love Someone                                             | 33 | 32 | 29 | 1  | 43 | 16 | 26 | 27 | —  | 43 | | The Very Best of Elton John         |
| 1990                                                                                  | Easier to Walk Away                                                | 63 | 57 | —  | 59 | 51 | —  | 71 | —  | —  | —  | | The Very Best of Elton John         |
| 1990                                                                                  | Blue Avenue                                                        | —  | —  | —  | —  | —  | —  | 50 | —  | —  | —  | | Sleeping with the Past              |
| 1991                                                                                  | Don't Let the Sun Go Down on Me (live)                             | 1  | 3  | 1  | 1  | 4  | 2  | 1  | 4  | 1  | 1  | - BPI : Or - ARIA : Or - NVPI : Platine - RIAA : Or - SNEP : Argent | Duets                               |
| 1992                                                                                  | The One                                                            | 10 | 15 | 5  | 1  | 20 | 8  | 14 | 27 | 5  | 9  | | The One                             |
| 1992                                                                                  | Runaway Train (avec Eric Clapton)                                  | 31 | 53 | 17 | —  | 41 | —  | 28 | —  | 15 | —  | | The One                             |
| 1992                                                                                  | The Last Song                                                      | 21 | 32 | 35 | 7  | 72 | 28 | 38 | 27 | —  | 23 | | The One                             |
| 1993                                                                                  | Simple Life                                                        | 44 | —  | —  | 3  | 63 | —  | —  | —  | —  | 30 | | The One                             |
| 1993                                                                                  | True Love                                                          | 2  | 34 | 4  | 12 | 38 | 2  | —  | —  | —  | 56 | - BPI : Argent | Duets                               |
| 1994                                                                                  | Don't Go Breaking My Heart (avec RuPaul)                           | 7  | 45 | 33 | —  | 62 | 15 | 34 | 39 | 28 | 92 | | Duets                               |
| 1994                                                                                  | Shakey Ground (avec Don Henley)                                    | —  | —  | —  | 64 | —  | —  | —  | —  | —  | —  | | Duets                               |
| 1994                                                                                  | Ain't Nothing Like the Real Thing                                  | 24 | —  | —  | —  | —  | —  | —  | —  | —  | —  | | Duets                               |
| 1994                                                                                  | Can You Feel the Love Tonight                                      | 14 | 9  | 26 | 1  | 14 | 9  | 14 | 7  | 10 | 4  | - BPI : Platine - ARIA : Or - GLF : Or - IFPI AUT : Or - RIAA : Platine - RMNZ : Platine - SNEP : Or | Bande originale du film Le Roi lion |
| 1994                                                                                  | Circle of Life                                                     | 11 | 60 | 5  | 3  | 10 | 9  | 7  | 13 | 2  | 18 | - BPI : Argent - BVMI : Or - RIAA : Or | Bande originale du film Le Roi lion |
| 1995                                                                                  | Believe                                                            | 15 | 23 | 38 | 1  | 56 | 24 | 47 | 43 | 20 | 13 | | Made in England                     |
| 1995                                                                                  | Made in England                                                    | 18 | 48 | —  | 5  | 59 | —  | —  | —  | 40 | 52 | - GLF : Or | Made in England                     |
| 1995                                                                                  | Blessed                                                            | —  | 86 | 21 | 3  | 83 | —  | —  | —  | —  | 34 | | Made in England                     |
| 1996                                                                                  | Please                                                             | 33 | —  | —  | 27 | —  | —  | —  | —  | —  | —  | | Made in England                     |
| 1996                                                                                  | You Can Make History (Young Again)                                 | —  | —  | —  | 19 | —  | —  | —  | —  | —  | 70 | | Love Songs                          |
| 1996                                                                                  | Live Like Horses (avec Luciano Pavarotti)                          | 9  | —  | 65 | —  | —  | —  | 74 | —  | —  | —  | | The Big Picture                     |
| 1997                                                                                  | Something About the Way You Look Tonight                           | —  | 32 | —  | 14 | 73 | —  | 94 | —  | —  | —  | | The Big Picture                     |
| 1997                                                                                  | Something About the Way You Look Tonight / Candle in the Wind 1997 | 1  | 1  | 1  | 1  | 1  | 1  | 1  | 1  | 1  | 1  | - BPI : 9 × Platine - ARIA : 14 × Platine - BEA : 9 × Platine - BVMI : 9 × Platine - IFPI NOR : 8 × Platine - IFPI SWI : 9 × Platine - MC : 19 × Platine - NVPI : 6 × Platine - RIAA : 11 × Platine - RMNZ : 15 × Platine | The Big Picture                     |
| 1998                                                                                  | Recover Your Soul                                                  | 16 | 92 | 55 | 39 | 73 | —  | —  | —  | —  | 55 | | The Big Picture                     |
| 1998                                                                                  | If the River Can Bend                                              | 32 | —  | —  | —  | 95 | —  | —  | —  | —  | —  | | The Big Picture                     |
| 1999                                                                                  | Written in the Stars (avec LeAnn Rimes)                            | 10 | 85 | 55 | 35 | 79 | —  | 95 | —  | 34 | 29 | - RIAA : Or | Elton John and Tim Rice's Aida      |
| 1999                                                                                  | A Step Too Far (avec Heather Headley et Sherie Scott)              | —  | —  | —  | —  | —  | —  | —  | —  | —  | —  | | Elton John and Tim Rice's Aida      |
| « — » indique que le single n'est pas sorti ou n'est pas classé dans le pays indiqué. |                                                                    |    |    |    |    |    |    |    |    |    |    | |                                     |

### Années 2000
| 2000                                                                                  | Someday Out of the Blue                                       | —   | —  | —  | —  | 69 | —  | —  | —  | 40 | 49  |                                                                  | Bande originale du film La Route d'Eldorado     |
| 2000                                                                                  | Friends Never Say Goodbye (avec les Backstreet Boys)          | —   | —  | —  | —  | —  | —  | —  | 50 | —  | —   |                                                                  | Bande originale du film La Route d'Eldorado     |
| 2001                                                                                  | Perfect Day (avec Collective Soul)                            | —   | —  | —  | —  | —  | —  | —  | 29 | —  | —   |                                                                  | Blender                                         |
| 2001                                                                                  | I Want Love                                                   | 9   | 63 | 65 | 7  | —  | —  | 31 | 49 | 31 | 110 |                                                                  | Songs from the West Coast                       |
| 2002                                                                                  | This Train Don't Stop There Anymore                           | 24  | —  | —  | —  | —  | —  | 83 | —  | —  | —   |                                                                  | Songs from the West Coast                       |
| 2002                                                                                  | Original Sin                                                  | 39  | 54 | —  | —  | —  | —  | —  | —  | —  | —   |                                                                  | Songs from the West Coast                       |
| 2002                                                                                  | Your Song (avec Alessandro Safina pour Sport Relief)          | 4   | —  | —  | 8  | —  | 29 | 88 | —  | —  | —   | - BPI : Argent                                                   | single uniquement                               |
| 2002                                                                                  | Sorry Seems to Be the Hardest Word (avec Blue)                | 1   | 43 | 3  | 7  | 3  | 3  | 1  | 5  | 3  | —   | - BPI : Or - BEA : Or - IFPI SWI : Or - NVPI : Or - SNEP : Or    | One Love                                        |
| 2003                                                                                  | Are You Ready for Love (remix) (avec Ashley Beedle)           | 1   | —  | 54 | 31 | 75 | 4  | —  | —  | 78 | —   | - BPI : Platine                                                  | The Thom Bell Sessions                          |
| 2003                                                                                  | The Heart of Every Girl                                       | —   | —  | —  | —  | —  | —  | —  | —  | —  | —   |                                                                  | Bande originale du film Le Sourire de Mona Lisa |
| 2004                                                                                  | Answer in the Sky                                             | —   | —  | —  | —  | —  | —  | —  | —  | —  | —   |                                                                  | Peachtree Road                                  |
| 2004                                                                                  | All That I'm Allowed (I'm Thankful)                           | 20  | —  | —  | —  | —  | —  | —  | —  | —  | —   |                                                                  | Peachtree Road                                  |
| 2005                                                                                  | Turn the Lights Out When You Leave                            | 32  | —  | —  | —  | —  | —  | —  | —  | —  | —   |                                                                  | Peachtree Road                                  |
| 2005                                                                                  | Ghetto Gospel (Tupac Shakur feat. Elton John)                 | 1   | —  | —  | 1  | 3  | —  | 3  | —  | 7  | —   | - BPI : Platine - ARIA : Platine - IFPI Danmark : Or - RMNZ : Or | Loyal to the Game                               |
| 2005                                                                                  | Electricity                                                   | 4   | —  | —  | —  | —  | 31 | —  | —  | —  | —   |                                                                  | Peachtree Road                                  |
| 2005                                                                                  | Dreamland (avec Bruce Hornsby and the Noise Makers)           | —   | —  | —  | —  | —  | —  | —  | —  | —  | —   |                                                                  | Intersections (1985–2005)                       |
| 2005                                                                                  | Where We Both Say Goodbye (avec Catherine Britt)              | —   | —  | —  | —  | —  | —  | —  | —  | —  | —   |                                                                  | single uniquement                               |
| 2006                                                                                  | The Bridge                                                    | —   | —  | —  | —  | —  | —  | —  | —  | —  | —   |                                                                  | The Captain & the Kid                           |
| 2006                                                                                  | Calling It Christmas (avec Joss Stone)                        | 123 | —  | —  | —  | —  | —  | —  | —  | —  | —   |                                                                  | Elton John's Christmas Party                    |
| 2008                                                                                  | Joseph, Better You than Me (avec The Killers et Neil Tennant) | 88  | —  | —  | 43 | —  | —  | —  | —  | —  | —   |                                                                  | (Red) Christmas                                 |
| 2009                                                                                  | Tiny Dancer (Hold Me Closer) (avec Ironik et Chipmunk)        | 3   | 41 | —  | —  | —  | 17 | —  | —  | —  | —   | - BPI : Argent                                                   | No Point in Wasting Tears                       |
| « — » indique que le single n'est pas sorti ou n'est pas classé dans le pays indiqué. |                                                               |     |    |    |    |    |    |    |    |    |     |                                                                  |                                                 |

### Années 2010
| 2010                                                                                  | If it Wasn't for Bad (avec Leon Russell)                | —  | —  | —   | —  | —   | —  | — | —  | —  |  | The Union                         |
| 2010                                                                                  | Poker Face/Speechless/Your Song (avec Lady Gaga)        | —  | —  | —   | 94 | —   | —  | — | —  | —  |  | single uniquement                 |
| 2011                                                                                  | Hard Times (avec Plan B et Paloma Faith)                | —  | —  | —   | —  | —   | —  | — | —  | —  |  | single uniquement                 |
| 2012                                                                                  | Good Morning to the Night (vs Pnau)                     | —  | 71 | —   | —  | —   | —  | — | —  | 30 |  | Good Morning to the Night         |
| 2012                                                                                  | Sad (vs Pnau)                                           | 48 | —  | 84  | —  | —   | —  | — | —  | —  |  | Good Morning to the Night         |
| 2013                                                                                  | Save Rock and Roll (avec Fall Out Boy)                  | —  | —  | —   | —  | —   | —  | 8 | —  | —  |  | Save Rock and Roll                |
| 2013                                                                                  | Oh Well (avec 2Cellos)                                  | —  | —  | —   | —  | —   | —  | — | —  | —  |  | In2ition                          |
| 2013                                                                                  | Face to Face (avec Gary Barlow)                         | 69 | —  | 14  | —  | —   | 75 | — | —  | —  |  | Since I Saw You Last              |
| 2013                                                                                  | Home Again                                              | —  | —  | 77  | —  | —   | —  | — | 14 | —  |  | The Diving Board                  |
| 2013                                                                                  | Mexican Vacation (Kids in the Candlelight)              | —  | —  | —   | —  | —   | —  | — | —  | —  |  | The Diving Board                  |
| 2013                                                                                  | A Town Called Jubilee                                   | —  | —  | 107 | —  | —   | —  | — | —  | —  |  | The Diving Board                  |
| 2014                                                                                  | Can't Stay Alone Tonight                                | —  | —  | —   | —  | —   | —  | — | 18 | —  |  | The Diving Board                  |
| 2014                                                                                  | I Wish We Were Leaving (avec Bright Light Bright Light) | —  | —  | —   | —  | —   | —  | — | —  | —  |  | Life Is Easy                      |
| 2014                                                                                  | Sorry Seems to Be the Hardest Word (avec Ray Charles)   | —  | —  | —   | —  | 110 | —  | — | —  | —  |  | Genius Loves Company              |
| 2014                                                                                  | The Tracks of My Tears (avec Smokey Robinson)           | —  | —  | —   | —  | —   | —  | — | —  | —  |  | Smokey & Friends                  |
| 2015                                                                                  | Looking Up                                              | —  | —  | —   | —  | —   | —  | — | 12 | —  |  | Wonderful Crazy Night             |
| 2015                                                                                  | Wonderful Crazy Night                                   | —  | —  | —   | —  | —   | —  | — | —  | —  |  | Wonderful Crazy Night             |
| 2016                                                                                  | Blue Wonderful                                          | —  | —  | 106 | —  | —   | —  | — | —  | —  |  | Wonderful Crazy Night             |
| 2016                                                                                  | In the Name of You                                      | —  | —  | —   | —  | —   | —  | — | —  | —  |  | Wonderful Crazy Night             |
| 2016                                                                                  | A Good Heart                                            | —  | —  | —   | —  | —   | —  | — | 17 | —  |  | Wonderful Crazy Night             |
| 2016                                                                                  | All in the Name (avec Bright Light Bright Light)        | —  | —  | —   | —  | —   | —  | — | —  | 25 |  | Choreography                      |
| 2016                                                                                  | Symmetry of Two Hearts (avec Bright Light Bright Light) | —  | —  | —   | —  | —   | —  | — | —  | 34 |  | Choreography                      |
| 2017                                                                                  | Running Back to You (avec Bright Light Bright Light)    | —  | —  | —   | —  | —   | —  | — | —  | 32 |  | Choreography                      |
| 2018                                                                                  | High (avec Young Thug)                                  | —  | —  | 95  | —  | —   | —  | — | —  | —  |  | On the Rvn                        |
| 2019                                                                                  | (I'm Gonna) Love Me Again (avec Taron Egerton)          | —  | —  | 82  | —  | —   | —  | — | 12 | 3  |  | Bande originale du film Rocketman |
| « — » indique que le single n'est pas sorti ou n'est pas classé dans le pays indiqué. |                                                         |    |    |     |    |     |    |   |    |    |  |                                   |

### Années 2020
| 2020                                                                                  | Ordinary Man (avec Ozzy Osbourne)    | —  | —  | —  | —  | —  | —  | —  | —  | —  | — | | Ordinary Man          |
| 2020                                                                                  | Learn to Fly (avec Surfaces)         | —  | —  | —  | —  | —  | —  | —  | 14 | —  | — | | The Lockdown Sessions |
| 2021                                                                                  | Chosen Family (avec Rina Sawayama)   | —  | —  | —  | —  | —  | —  | —  | —  | —  | — | | The Lockdown Sessions |
| 2021                                                                                  | It's a Sin (avec Years & Years)      | 47 | —  | —  | —  | —  | 90 | —  | —  | —  | — | | The Lockdown Sessions |
| 2021                                                                                  | Cold Heart (avec Dua Lipa et Pnau)   | 1  | 1  | 3  | 9  | 3  | 2  | 2  | 1  | 7  | 1 | - BPI : 3 × Platine - ARIA : 7 × Platine - BVMI : 3 × Or - IFPI AUT : 3 × Platine - RIAA : 2 × Platine - RMNZ : 6 × Platine - SNEP : Diamant | The Lockdown Sessions |
| 2021                                                                                  | After All (avec Charlie Puth)        | —  | —  | —  | —  | —  | —  | —  | 19 | —  | — | | The Lockdown Sessions |
| 2021                                                                                  | Finish Line (avec Stevie Wonder)     | —  | —  | —  | —  | —  | —  | —  | 22 | —  | — | | The Lockdown Sessions |
| 2021                                                                                  | Merry Christmas (avec Ed Sheeran)    | 1  | 16 | 4  | 20 | 4  | 1  | 37 | 2  | 42 | — | - BPI : Platine - BVMI : Or - IFPI AUT : Or                                                                                                  | The Lockdown Sessions |
| 2022                                                                                  | Hold Me Closer (avec Britney Spears) | 3  | 1  | 23 | 65 | 31 | 2  | 33 | 1  | 6  | 1 | - BPI : Or - ARIA : Or - IFPI AUT : Or - SNEP : Or                                                                                           | The Lockdown Sessions |
| « — » indique que le single n'est pas sorti ou n'est pas classé dans le pays indiqué. |                                      |    |    |    |    |    |    |    |    |    |   | |                       |

### Singles caritatifs
| Date | Titre                                                                   | Meilleures positions | Meilleures positions | Meilleures positions | Meilleures positions | Meilleures positions | Meilleures positions | Meilleures positions | Meilleures positions | Meilleures positions | Meilleures positions | Meilleures positions | Certifications                                      | Album             |
| Date | Titre                                                                   | UK                   | AUT                  | BEL                  | GER                  | IRL                  | NLD                  | NOR                  | NZ                   | SCO                  | SUE                  | SUI                  | Certifications                                      | Album             |
| ---- | ----------------------------------------------------------------------- | -------------------- | -------------------- | -------------------- | -------------------- | -------------------- | -------------------- | -------------------- | -------------------- | -------------------- | -------------------- | -------------------- | --------------------------------------------------- | ----------------- |
| 1997 | Perfect Day (avec divers artistes pour Children in Need)                | 1                    | 24                   | 7                    | 54                   | 1                    | 6                    | 1                    | 25                   | 1                    | 31                   | 37                   | - BPI : 2 × Platine - BEA : Or - IFPI NOR : Platine | single uniquement |
| 2021 | Sausage Rolls for Everyone (LadBaby featuring Ed Sheeran et Elton John) | 1                    | -                    | -                    | -                    | 41                   | -                    | -                    | -                    | -                    | -                    | -                    | -                                                   | single uniquement |

## Autres apparitions
- 1974 : Walls And Bridges de John Lennon : Elton, piano, orgue et chant sur Whatever Gets You Thru The Night, chœurs sur Surprise, Surprise (Sweet Bird Of Paradox)
- 1974 : Goodnight Vienna de Ringo Starr : Elton, piano sur Snookeroo, chanson écrite par Elton John et Bernie Taupin.
- 1975 : Sweet Deceiver de Kevin Ayers - Elton, piano sur Guru Banana, Toujours La Voyage et Circular Letter.
- 1975 : Tommy Original Soundtrack Recording de The Who : Elton, piano et chant sur Pinball Wizard.
- 1980 : He Who Rides the Tiger de Bernie Taupin : Elton aux chœurs.
- 1985 : Single :That's What Friends Are For - Dionne Warwick avec Elton John, Gladys Knight et Stevie Wonder.
- 1987 : Tribe de Bernie Taupin : Elton aux chœurs.
- 1989 : Through the Storm de Aretha Franklin : Elton chant sur Through the Storm dans un duo avec Aretha Franklin.
- 1992 : Single : Runaway Train avec Eric Clapton.
- 2007 : Photograph: The Very Best of Ringo de Ringo Starr - Elton au piano sur Snookeroo. Compilation.
- 2008 : Duos de Charles Aznavour. Elton chante sur Hier encore et Yesterday when I was young, toutes les deux chantées en duo avec Aznavour.
- 2011 : 50 Words for Snow de Kate Bush, duo sur Snowed in at Wheeler Street
- 2014 : Smokey & Friends de Smokey Robinson - Elton sur The Tracks of My Tears
- 2020 : Ordinary Man de Ozzy Osbourne - Elton au piano et aux chœurs sur la pièce-titre.
- 2021 : One of Me de Lil Nas X - Elton au piano.
- 2022 : Hold me closer avec Britney Spears